# South Coast Highway
De South Coast Highway is een bijna zeshonderd kilometer lange weg in het zuiden van West-Australië. De weg maakt deel uit van de Australische Highway 1 en loopt parallel met de zuidkust, tussen Walpole en Esperance.
In Walpole sluit de South Coast Highway aan op de South Western Highway die in de West-Australische hoofdstad Perth aanvangt. In Esperance sluit de Coolgardie–Esperance Highway op de South Coast Highway aan. 
Onder meer volgende plaatsen liggen langs de South Coast Highway:
- Walpole
- Bow Bridge
- Denmark
- Torbay
- Albany
- King River
- Kalgan
- Manypeaks
- Wellstead
- Boxwood Hill
- Gairdner
- Jerramungup
- Ravensthorpe
- Munglinup
- Dalyup
- Esperance